# 정인엽
정인엽(鄭仁燁, CHUNG In Yeob, 1942년 8월  4일 ~ )은 대한민국의 영화 감독이다. 본명은 정영식.

## 생애
도쿄 출신. 서라벌예술대학 연극영화과 졸업. 극단 협연 단원을 거쳐 김기영 감독 연출부에서 근무하다가 1965년 영화 성난 영웅들로 감독 데뷔한 뒤 애마부인 시리즈를 비롯해 약 60편을 제작했다.  제이제이필름 대표, 스크린어드벤처 대표, 1987년 두손필름 대표. 1996∼1997년 공연윤리위원회 심의위원, 2006년 사단법인 한국영화감독협회 이사장을 지냈다. 2010년부터 영화인총연합회 회장으로 있다. 2011년 대종상 영화제 집행위원장을 맡았다.

## 작품

### 감독
- 1965년 성난 영웅들(감독 데뷔작)
- 1970년 결혼교실
- 1972년 사랑하는 아들 딸아
- 1974년 명동에서 첫사랑을
- 1976년 청색시대
- 1977년 고교결전 자! 지금부터야
- 1978년 꽃순이를 아시나요
- 1981년 종점
- 1982년 애마부인 - 안소영, 임동진, 하재영
- 1983년 애마부인2
- 1983년 김마리라는 부인
- 1984년 지금 이대로가 좋아
- 1985년 애마부인 3
- 1986년 유혹시대
- 1988년 파리 애마 - 유혜리
- 1992년 성애의 침묵 - 유혜리, 실비아 크리스텔, 김형일

## 수상
- 1971년 백상예술상 감독상
- 제23회 아시아 영화제(방콕) 작품상
- 제8회 황금촬영상 감독상